# Yared (Musiker)

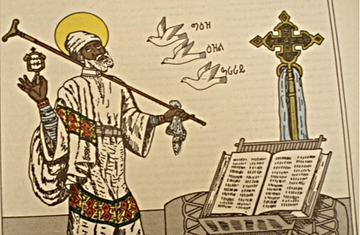
Yared

Yared (amharisch ያሬድ, * 5. April 505 in Aksum; † 11. Mai 571 im Semien-Gebirge) war ein semilegendärer altäthiopischer Kirchenmusiker, Musiktheoretiker, Priester und Heiliger der Äthiopisch-Orthodoxen Kirche aus der Zeit des Reiches von Aksum. Yared gilt als der Vater der äthiopischen Kirchenmusik und als Urheber der altäthiopischen Notation. Der Gedenktag des Heiligen Yared ist der 19. Mai, nach dem äthiopischen Kalender der 11 Genbot.

## Leben und Werk

### Die Entwicklung der äthiopischen Notenschrift
Yared stammte aus einer christlichen Familie. Über seinen Familienhintergrund ist wenig bekannt. Er war Schüler der Neun Heiligen, unter denen er zum Priester geweiht wurde. Seit seinem sechsten Lebensjahr studierte er. Während seines dritten Studienabschnittes erreichte er ein intellektuelles Niveau, das ihn befähigte, eine Musiknotenschrift zu entwickeln. Yared hatte eine tiefe Leidenschaft für die Musik entwickelt und komponierte religiöse Hymnen und Lieder. Er fasste seine Lieder in dem Werk The Book of Digua (Gesänge der Trauer und tränenreiche Lieder in der Sprache von Ge’ez). Er ordnete seine Kompositionen in drei Modi, das sind versetzte Tonleitern, die die Dreifaltigkeit Gottes widerspiegeln sollten. Mit diesen Modi bildete er die zehn Noten Yizet, Deret, Rikrik, Difat, Cheret, Qenat, Hidet, Qurt, Dirs und Anbir ab. Seine Notenschrift bestand aus Strichen, Kurven und Punkten, die jeweils eine bestimmte Bedeutung trugen. Yared entwickelte dieses Notationssystem Jahrhunderte vor dem europäischen Notensystem mit sieben Buchstaben.

### Yared in der Legende
Die Legende berichtet, wie Yared zum Vater der äthiopischen Kirchenmusik wurde: Yared wurde in einer verfänglichen Situation während seiner Berufung durch Gott erreicht. Er lauerte der Verführerin, seiner Frau, mit einem Bogen und konkreten Mordabsichten auf. Gott schickte ihm drei Paradiesvögel. Einer dieser Vögel sprach Yared mit menschlicher Stimme an. „Warum sinnst du in deinem Herzen auf Mord. Ist nicht das Priesteramt selbst dem Königreich und allen Dingen [...] überlegen?“ Yared wurde daraufhin in den Himmel entrückt, hörte die Serafime und ließ sich von vierundzwanzig himmlischen Priestern in ihre Sangesweisen einweisen. Somit geht die äthiopische Kirchenmusik in all ihren Dimensionen – Noten, Gesang, Instrumentalmusik, ja selbst hinsichtlich der Instrumente – vom Himmel und nicht von der Erde aus.
Nach einer anderen Legende stützte der König seinen Eisenstab auf den Fuß Yareds während dieser sang. Wegen der Süßigkeit der Melodie bemerkte Yared seinen blutenden Fuß nicht. Er wurde um des Gottesgesanges willen zum Märtyrer. „Sein Blut floss wie Wasser aus der Kirche hinaus.“ Der König wollte sein Fehlverhalten heilen und sprach zu Yared: „Verlange von mir, was du willst, als Preis für dein Blut.“ Nach Besiegelung des Versprechens antwortete Yared: „Entlass mich, damit ich weggehe und Mönch werde.“ Yared verließ den Königshof, ging in die Wildnis und betete, bis er nach einigen Jahren in der Wildnis starb.

### Bedeutung
Der Heilige Yared starb mit 66 Jahren. Alle musikalischen Innovationen hatte Yared sowohl aus formalen Studien heraus als auch aus Erfahrungen in und mit der Natur entwickelt. Obwohl Yared außerhalb Äthiopiens kaum bekannt ist, muss er zu den hochbedeutenden Musikinnovatoren des Mittelalters gerechnet werden.